# Sierra de los Victorias
Sierra de los Victorias este o arie protejată (sit de importanță comunitară — SCI) din Spania întinsă pe o suprafață de 208,81 ha, integral pe uscat.

## Localizare
Centrul sitului Sierra de los Victorias este situat la coordonatele 37°42′08″N 1°07′29″W / 37.7022°N 1.1247°V.

## Înființare
Situl Sierra de los Victorias a fost declarat sit de importanță comunitară în iulie 2000 pentru a proteja 12 specii de animale.

## Biodiversitate
Situată în ecoregiunea mediteraneană, aria protejată conține 3 habitate naturale: Tufărișuri termo-mediteraneene și de pre-deșert, Matorral arborescenți cu Zyziphus, Pseudostepă cu ierburi și specii anuale de Thero-Brachypodietea.
La baza desemnării sitului se află mai multe specii protejate:
- păsări (11): acvilă de munte (Aquila chrysaetos), buha (Bubo bubo), pasărea ogorului (Burhinus oedicnemus), ciocârlie-cu-degete-scurte (Calandrella brachydactyla), Caprimulgus ruficollis, Galerida theklae, Hieraaetus fasciatus, ciocârlie de bărăgan (Melanocorypha calandra), Oenanthe leucura, turturică (Streptopelia turtur), silvie de tufiș (Sylvia undata)
- reptile (1): Testudo graeca

Pe lângă speciile protejate, pe teritoriul sitului au mai fost identificate 3 specii de plante, 2 specii de amfibieni, 4 specii de mamifere, 3 specii de reptile.